# Estrella Militar de las Fuerzas Armadas (Chile)
La Estrella Militar de las Fuerzas Armadas es aquella condecoración instituida para ser otorgada a los Oficiales de las Fuerzas Armadas de Chile, al cumplir un determinado número de años de servicios y a oficiales de las fuerzas armadas extranjeras, por servicios distinguidos.
Aquellos oficiales que permanezcan arrestados, sancionados con disponibilidad, suspendidos de sus empleos, sometidos a procesos judiciales o clasificados en lista 3 o 4, no tendrán derecho a esta condecoración mientras no sean sobreseídos o rehabilitados posteriormente, situación que deberá evaluar el consejo de condecoraciones institucional correspondiente, que será presidido por el respectivo comandante en jefe.
El tiempo de permiso por asuntos particulares, sin goce de remuneraciones, aun cuando se hayan enterado las respectivas imposiciones previsionales, no será computable para el otorgamiento de la condecoración.

## Grados
Gran Estrella Al Mérito Militar
Se otorga por el Ministro de Defensa Nacional, a proposición de los comandantes en jefe, a aquellos oficiales que cumplan 30 años de servicios efectivos en las Fuerzas Armadas, así como a los siguientes oficiales militares extranjeros que hayan prestado servicios distinguidos a las Fuerzas Armadas chilenas y que ostenten cargos tales como ministros de defensa nacional, comandantes en jefe, generales o equivalentes.
 Estrella Al Mérito Militar
Se otorga por los comandantes en jefe a proposición del respectivo director del personal, a aquellos oficiales que cumplan 20 años de servicios efectivos en las Fuerzas Armadas, así como a los oficiales militares extranjeros que hayan prestado servicios distinguidos a las Fuerzas Armadas chilenas y que tengan el grado de coronel o teniente coronel o equivalentes.
 Estrella Militar
Se otorga por los Comandantes en Jefe a proposición del respectivo director del personal, a aquellos oficiales que cumplan 10 años de servicios efectivos en las Fuerzas Armadas, así como a los oficiales militares extranjeros que hayan prestado servicios distinguidos a las Fuerzas Armadas chilenas y que tengan el grado de mayor o capitán o equivalentes.

## Personalidades reconocidas
- Valentina Tereshkova, cosmonauta soviética. En 1963 se convirtió en la primera mujer en viajar al espacio. Visitó Chile el año 1972, siendo reconocidas por las Fuerzas Armadas con la Gran Estrella Al Mérito Militar.[3]